# Tachinaephagus circaeus
Tachinaephagus circaeus är en stekelart som beskrevs av Sharkov 1995. Tachinaephagus circaeus ingår i släktet Tachinaephagus och familjen sköldlussteklar. Inga underarter finns listade i Catalogue of Life.